# 척화영웅
척화영웅(鄭成功: Sino Dutch War 1661)은 홍콩에서 제작된 오자우 감독의 2000년 영화이다. 조문탁 등이 주연으로 출연하였다.

## 출연

### 주연
- 조문탁
- 두지국